# Ng Wei
Ng Wei (吳蔚, født 14. juli 1981 i Jiangsu, Kina) er en hongkongkinesisk badmintonspiller. 
I 2004 kvalificerede han sig til Asienmesterskabet i badminton hvor han fik en bronzemedalje. 
Han har deltaget i tre sommer-OL, i Sydney i 2000, i Athen i 2004 hvor han kom til 32-delsfinalen og i Beijing i 2008 hvor han kom til runde to og blev slået ud af den kinesiske olympiske mester Lin Dan.